# Ferdi Tajiri-Jansen
Ferdi Tajiri-Jansen, ook Ferdina Jansen of kortweg Ferdi (Arnhem, 10 oktober 1927 - Baarlo, 2 februari 1969), was een Nederlands beeldend kunstenaar die actief was als textielkunstenaar en beeldhouwer.

## Biografie
In 1950 vertrok Jansen naar Parijs. Ze was een leerlinge van Ossip Zadkine; van 1951 tot 1952 studeerde ze (gratis, net als anderen) bij hem te Parijs.
Daar leerde ze ook haar toekomstige echtgenoot kennen: beeldhouwer Shinkichi Tajiri. Zij trouwden in 1957 en samen kregen ze twee dochters.
Jansen was werkzaam in onder meer Parijs, Spanje en de Verenigde Staten. Kort na een operatie overleed zij in 1969.

## Werk
Vanaf 1966 vervaardigde Ferdi Jansen hortisculpturen; kleurige, naturalistische bloemen en insecten van imitatiebont, textiel en andere materialen. Deze sculpturen verwijzen ook naar genitaliën.

## Tentoonstellingen (selectie)

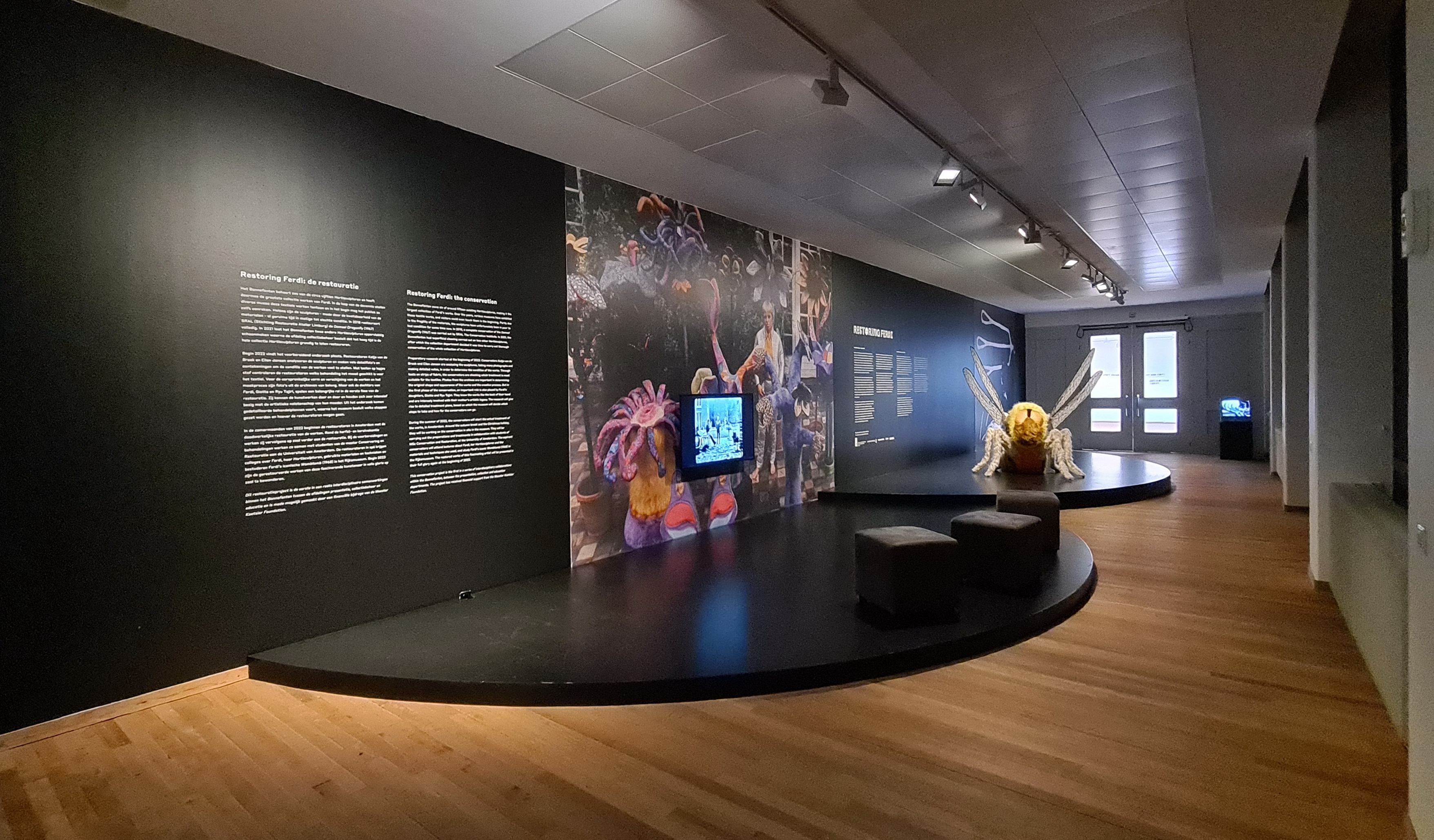
Restoring Ferdi, een openbare restauratie van zes hortisculpturen door SRAL in het Bonnefantenmuseum in Maastricht (2023)

- 1958 - Kunstnijvere vrouwen, Groninger Museum
- 1965 - Gallery Dayton 12, Minneapolis
- 1968 - Hortisculpture, Stedelijk Museum Amsterdam
- 1991 - Keuzewerk 3: Ferdi Tajiri / Agora Studio, Gouvernement, Maastricht
- 1992 - Ferdi Hortisculpture, Stroom Den Haag[5]
- 1998 - Ferdi Hortisculpturen, Bonnefantenmuseum, Maastricht
- 2001 - Tajiri and Family, Cobra Museum, Amstelveen
- 2008 - Ferdi - Hortisculpturen, Museum Het Valkhof, Nijmegen[6]
- 2009 - Rebelle: Art & Feminism 1969-2009, Museum Arnhem[4]
- 2018 - Amsterdam Magisch Centrum, Stedelijk Museum, Amsterdam
- 2019 - Nieuwe Nuances (de vrouwen in Cobra), Cobra Museum, Amstelveen